# بئاهیتسه
بئاهیتسه (به لاتین: Beahitse) یک منطقهٔ مسکونی در ماداگاسکار است که در آمپانیی واقع شده‌است. بئاهیتسه ۱۷٬۰۰۰ نفر جمعیت دارد و ۳۲۰ متر بالاتر از سطح دریا واقع شده‌است.